# 丁惟禔
丁惟禔（1863年1月9日—1895年8月14日），字亦康，一字伯平，號靜簃，山東日照人，清朝政治人物，進士出身。

## 生平
光緒十一年（1885年）中乙酉科拔貢生，朝考二等，試用知縣，改選邱縣教諭。光緒十四年（1888年）中戊子科順天鄉試舉人。次年連捷己丑科二甲第五名進士。同年五月，改翰林院庶吉士。光緒十六年（1890年）四月，散館，授翰林院編修。充國史館協修。光緒十九年（1893年）任癸巳恩科陝西鄉試正考官，誥授奉政大夫。